# (30934) Bakerhansen
(30934) Bakerhansen est un astéroïde de la ceinture principale, de la famille de Hungaria.

## Description
(30934) Bakerhansen est un astéroïde de la ceinture principale, de la famille de Hungaria. Il présente une orbite caractérisée par un demi-grand axe de 1,89 UA, une excentricité de 0,04 et une inclinaison de 20,7° par rapport à l'écliptique.

## Compléments